# Pont-de-Bonne
Pont-de-Bonne est un hameau de la commune belge de Modave situé en Région wallonne dans la province de Liège.
Ce hameau faisait déjà partie de l'ancienne commune de Modave. 

## Situation
Pont-de-Bonne doit son nom au pont franchissant le  ruisseau de Bonne venant de Tinlot et se jetant à proximité dans le Hoyoux. Ces deux vallées sont encaissées et boisées. La ville de Huy se trouve à 12 km en descendant la vallée du Hoyoux.
Ce hameau condrusien est situé au carrefour des routes nationales 636 Liège-Dinant et 641 Huy-Marche-en-Famenne. Il se trouve en dessous de Modave et de son château. 

## Description et activités
Sur un plateau rocheux dominant le hameau, se trouve le Camp Romain appelé aussi l'Oppidum qui supportait une fortification des Condruses et dont l'origine remonterait à une centaine d'années avant Jésus-Christ.
Le pont actuel est construit en 1849 et, rapidement, une agglomération va se développer autour de celui-ci grâce à une usine de produits réfractaires. Dès la fin du XIXe siècle, Pont-de-Bonne est un centre touristique. Encore aujourd'hui, plusieurs cafés, restaurants, auberges, hôtels et commerces se trouvent aux abords du carrefour.
Le captage de Modave se trouvant au bord du Hoyoux en amont de la localité a été mis en service en 1922. Il est géré par la société Vivaqua et fournit entre 53.000 et 80.000 m³ d’eau par jour aux Bruxellois.
Venant de Huy, le sentier de grande randonnée 576 passe dans le hameau avant de grimper vers le château de Modave. L'ancienne ligne de chemin de fer 126 devenue un RAVeL de Marchin à Ciney traverse aussi la localité.